# Smålands runinskrifter 76
Sm 76 är ett vikingatida runstensfragment av röd granit i Komstad, Sävsjö (f.d. Norra Ljunga socken) och Sävsjös kommun.
Avslagen runsten är ca 0,7 m hög, ca 0,7 m bred och ca 0,4 m tjock. Slingan är ca 0,10 m bred. Texten är imålad med rött. Enligt Smålands runinskrifter finns inskriften avtecknad medan stenen var hel. Nu återstår endast runorna:a : hkunaʀ (Håkon).

## Inskriften
Translitterering av runraden:
[tufa : risti : stin : þina : eftiʀ : ura : faþur : sin : stalar]a : hkunaʀ : [iarls]
Normalisering till runsvenska:
Tofa ræisti stæin þenna æftiʀ Vraa, faður sinn, stallara Hakonaʀ iarls.
Översättning till nusvenska:
Tova reste denna sten efter sin fader Vråe, Håkon jarls stallare.

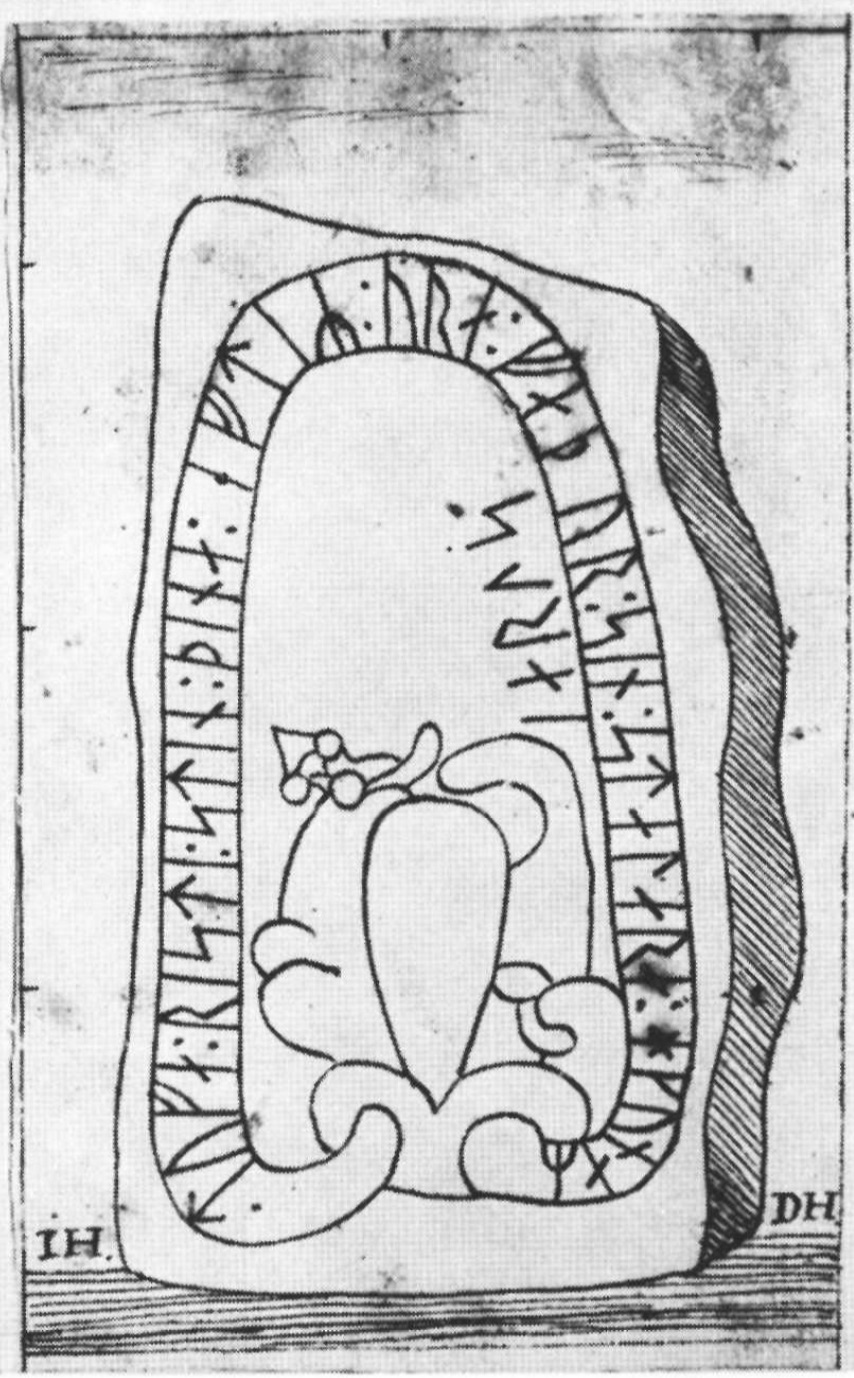
Sm 76 avritad av Daniel Hadorph.

Vråe reste också Sm 77 efter sin bror Günne. Vråe var Håkon jarls stallare, som, enligt norska skriftliga källor, var en hög ämbetsman hus konungen och bland annat organiserade kungens resor. Han återvände till Småland kanske strax efter Håkons död år 1029 och lyckades att leva ett tag till, som man kan utläsa från runstensstilarnas utveckling på stenarna. 
Håkon jarl ät troligen samma jarl, som nämnts på U 617.